# Бартон Финк
«Бартон Финк» (англ. Barton Fink) — сюрреалистическая чёрная комедия братьев Коэн, рассказывающая о писателе по имени Бартон Финк, который пишет пьесы в жанре социального реализма. Главные роли исполнили Джон Туртурро и Джон Гудмен.
Премьера фильма состоялась на Каннском кинофестивале 1991 года, где он получил ряд наград, в том числе главный приз «Золотая пальмовая ветвь». Киноведами считается одним из самых удачных фильмов Коэнов.

## Сюжет
Талантливый и честный драматург Бартон Финк (Джон Туртурро) заключает контракт с крупной голливудской кинокомпанией, возглавляемой деспотичным Джеком Липником, на написание сценария к фильму о рестлинге. Переехав в Лос-Анджелес, Бартон селится в дешёвом отеле, где безуспешно пытается написать сценарий о борцах по заказу голливудского магната Джона Липника (Майкл Лернер).
В начале работы над сценарием Бартону мешает шум, доносящийся из соседнего номера. Он звонит портье (Стив Бушеми) и жалуется на шум. Он слышит обрывки телефонного разговора между портье и жильцом из соседнего номера. По окончании разговора сосед (Джон Гудмен) заходит к Бартону и извиняется за причиняемые неудобства, представляется как Чарльз Мэдоус, рассказывает про свою работу страхового коммивояжёра, узнаёт, что Бартон — писатель.
На следующее утро Бартон приходит к Бену Гейслеру (Тони Шалуб) — продюсеру, назначенному на этот фильм, и просит дать совет, как написать сценарий борцовского фильма, на что мистер Гейслер предлагает поговорить с более опытным сценаристом. В тот же день Бартон случайно знакомится с Уильямом Мэйхью — известным романистом, который предлагает встретиться позже и обсудить сценарий. Мэйхью страдает алкоголизмом, и Бартон вскоре узнаёт, что за знаменитость уже давно пишет Одри — его секретарша и сожительница.
Когда у Бартона требуют набросок сюжета, он просит помощи у Одри, так как в течение недели топчется на начальных строках. Она приезжает к нему в номер и остаётся на ночь. Бартон просыпается в кровати рядом с окровавленным телом Одри. Он просит помощи у Чарли, и тот предлагает не впутывать полицию и забирает тело, чтобы спрятать.
Потрясённый Бартон с пустыми руками приходит к Липнику, но тот соглашается с враньём Бартона, что преждевременное обсуждение сценария помешает вдохновению.
Бартон вновь пытается сесть за работу, и к нему заходит Чарли, чтобы попрощаться перед поездкой в Нью-Йорк, и оставляет на хранение запечатанную коробку. Бартон рекомендует своих нью-йоркских родственников, чтобы Чарли наведался к ним.
На следующее утро в холле отеля два детектива останавливают Бартона и грубо расспрашивают про соседа. Оказывается, того зовут не Чарльз Мэдоус, а Карл Мундт, он серийный убийца и любит отрезать своим жертвам голову. Ошарашенный Бартон погружается в транс и запоем пишет сценарий. После окончания работы он уходит на танцы.
По возвращении Бартон застаёт в своём номере детективов. Они сообщают ему новость о убийстве Уильяма Мэйхью, указывают на следы крови на матрасе, где лежала убитая Одри, обвиняют Бартона в пособничестве Мундту и приковывают наручниками к кровати. Но тут в отеле начинается пожар, и является сам Мундт. Он убивает полицейских, освобождает Бартона, вновь оставляет ему коробку, говорит «Заходи, если что» и уходит (возможно, погибает, скрывшись в горящем номере). Бартон покидает отель со сценарием и коробкой в руках.
Бартон безуспешно пытается дозвониться до нью-йоркских родственников, гадая, не стали ли они также жертвами Мундта.
Липник разносит сценарий как слишком умный, но заявляет, что Бартон связан контрактом. Из разговора следует, что Америка вступила в войну с Японией.
Бартон уходит с коробкой к морю и садится на песок. Рядом садится красивая девушка — в позе, как на картине, на которую Бартон постоянно смотрел у себя в номере.

## В ролях
| Актёр           | Роль                       |
| --------------- | -------------------------- |
| Джон Туртурро   | Бартон Финк                |
| Джон Гудмен     | Чарльз Мэдоус / Карл Мундт |
| Джуди Дэвис     | Одри Тейлор                |
| Майкл Лернер    | Джек Липник                |
| Джон Махони     | Уильям Мэйхью              |
| Тони Шалуб      | Бен Гейслер                |
| Стив Бушеми     | Чет                        |
| Джон Полито     | Лу Бриз                    |
| Ричард Портноу  | Детектив Мастрионотти      |
| Кристофер Мёрни | Детектив Дойч              |
| Дэвид Уоррилоу  | Гарланд Стэнфорд           |
| Лэнс Дэвис      | Ричард Сент-Клэр           |

## Производство
Братья Коэны утверждали, что идея фильма о творческом кризисе сценариста пришла им в голову, когда они испытали нечто подобное во время работы над сценарием «Перекрёстка Миллера». Главный герой во многом списан с Клиффорда Одетса — драматурга левых взглядов, который с большим трудом приспосабливался к голливудскому конвейеру. Сам сюжет частично был вдохновлен пьесой Клиффорда Одетса «Большой нож» (1949), по сюжету которой невероятно успешный киноактер начинает задыхаться под весом строгого киноконтракта. Прототипом Уильяма Мэйхью послужил Уильям Фолкнер, который одно время работал над сценарием фильма о борьбе и также, как и персонаж, имел проблемы с алкоголем. Киноворотила напоминает Селзника: толстый еврей в очках, руководящий кинопроцессом. Также в качестве возможных прототипов данного персонажа называют: Гарри Кона (англ. Harry Cohn) президента и основателя Columbia Pictures, Джека Л. Уорнера и тестя Селзника — Луиса Б. Майера. Примечательно, что последний был известен своей страстью к людям искусства и опекой над ними, а деловые встречи с ним превращались в настоящие «спектакли»: он мог биться в истерике, плакать, впадать в ярость, молить на коленях, петь и плясать и так далее.
Роли Джона Туртурро, Джона Гудмена, Джона Полито и Стива Бушеми — постоянных актёров Коэнов — изначально писались именно под этих актёров. Это первый фильм Коэнов, снятый не Барри Зонненфельдом (оператором выступил Роджер Дикинс, и фильм стал его безусловной удачей). Сам Зонненфельд появился в камео: он сталкивается с Бартоном Финком в ресторане. Сцена в ресторане была снята на борту парохода Queen Mary.

## Художественные особенности
По жанру «Бартон Финк» продолжает «квартирную трилогию» Романа Поланского. «Это фильм наподобие Поланского. Ближе всего к этому», — признавался Итан Коэн. По иронии судьбы, именно Полански возглавлял жюри Каннского фестиваля, которое присудило фильму главный приз. Кинообозреватели иронизировали, что Полански как бы вручает награду самому себе.
В картине много отсылок к другим фильмам, ранним фильмам Коэнов и к самой себе. Например, последняя фраза сценария Финка — «Мы ещё услышим новости про этого парня, и это будет не открытка» — это также и последняя фраза пьесы Финка, которую ставят в начале фильма.
Некоторые персонажи фильма похожи на реальных людей. К примеру, Джек Липник (Майкл Лернер), глава Capital Pictures, который приглашает Бартона в Лос-Анджелес писать сценарии, списан в равной степени с Луиса Барта Майера и Джека Уорнера. Уильям Мэйхью (Джон Махони), седовласый писатель-алкоголик, очевидно срисован с Уильяма Фолкнера.
Сцена драки во время танцев с военными — это не просто серия гэгов, это отсылка к еще одному литературному произведению, который повлиял на фильм — роман  «День саранчи» Натанаэла Уэста, написанному в 1939 году. Это история о голливудском художнике-декораторе, который живет в полуразрушенном отеле. Главный герой, Тод Хэкетт, пытается подорвать мифологизирующий аспект киноиндустрии. В кульминации книги премьера фильма становится эпицентром восстания толпы, ярость которой направлена на бесцеремонность, высокомерие и недостоверность Голливуда.

## Награды
- 1991 — три приза Каннского кинофестиваля: «Золотая пальмовая ветвь», лучший режиссёр (Джоэл Коэн), лучший актёр (Джон Туртурро)
- 1992 — премия «Давид ди Донателло» лучшему зарубежному актёру (Джон Туртурро)
- 1992 — три номинации на премию «Оскар»: лучший актёр второго плана (Майкл Лернер), лучшая работа художников и декораторов (Деннис Гасснер, Нэнси Хэй), лучшие костюмы (Ричард Хорнунг)
- 1992 — номинация на премию «Золотой глобус» за лучшую мужскую роль второго плана (Джон Гудмен)
- А также:
  - Роджер Дикинс получил ряд премий за лучшую операторскую работу (London Critics Circle Film Award, Los Angeles Film Critics Association Award, National Society of Film Critics Award, New York Film Critics Circle Award)
  - Майкл Лернер получил премию Los Angeles Film Critics Association Award за лучшую мужскую роль второго плана
  - Джуди Дэвис получила премии London Critics Circle Film Award и New York Film Critics Circle Award (также за «Голый завтрак»)

Это первый фильм, который выиграл три главных награды («Золотую пальмовую ветвь», призы лучшему режиссёру и лучшему актёру) Каннского кинофестиваля.

## Критика
Фильм получил преимущественно положительные отзывы от критиков.
На сайте Rotten Tomatoes картина имеет рейтинг 90 %, основанный на 58 рецензиях критиков, со средним рейтингом 7.7 из 10. Критический консенсус сайта гласит: «Интригующий и тревожный, сатирический рассказ братьев Коэнов о драматурге 1940-х годов, который борется с писательским кризисом, наполнен их фирменным чувством юмора и потрясающими действиями».
Критик газеты «Вашингтон пост» Рита Кемпли охарактеризовала фильм, как «безусловно, один из лучших и самых интригующих фильмов года».
Критик «The New York Times» Винсент Кэнби назвал картину «безоговорочным победителем» и «прекрасной тёмной комедией».
Критик Джим Эмерсон назвал Бартона Финка «самой восхитительной, провокационно-неописуемой картиной братьев Коэнов».
Некоторым критикам не понравился слишком закрученный сюжет и намеренно загадочный финал.